# Laila Pakalniņa
Laila Pakalniņa (Liepāja, RSS de Letònia, 4 de juny de 1962) és una guionista i directora de cinema letona. Des de l'any 1991 ha dirigit més de 20 obres de cinema. La seva pel·lícula Kurpe es va projectar a la secció Un Certain Regard del Festival Internacional de Cinema de Canes de 1998.

## Filmografia
- Vela (1991)
- Doms (1991)
- Anna Ziemassvetki (1992)
- Baznica (1993)
- Pramis (1996)
- Pasts (1996)
- Ozols (1997)
- Kurpe (1998)
- Tusya (2000)
- Papa Gena (2001)
- Mostieties! (2001)
- Martins (2002)
- Pitons (2003)
- Visions of Europe (2004)
- Buss (2004)
- Leiputrija (2004)
- Teodors (2006)
- Udens (2006)
- Kilnieks (2006)
- Par dzimteniti (2008)

## Premis i nominacions

### Nominacions
- 2006: Ós d'Or al millor curtmetratge per Udens
- 2009: Palma d'Or al millor curtmetratge per Klusums